# PEBP1
La proteína 1 de unión a fosfatidiletanolamina (PEBP1) es una proteína codificada en humanos por el gen pebp1.

## Interacciones
La proteína PEBP1 ha demostrado ser capaz de interaccionar con:
- MAP2K1[3]
- c-Raf[3]
- MAPK1[3]